# Ghiacciaio Greenwell
Il ghiacciaio Greenwell è un ghiacciaio lungo circa 83 km situato nell'entroterra della costa di Pennell, nella regione nord-occidentale della Dipendenza di Ross, in Antartide. In particolare, il ghiacciaio, il cui punto più alto si trova a circa 1400 m s.l.m., ha origine dall'estremità meridionale della dorsale Everett e, a nord del picco Boss, nei monti della Concordia, il suo flusso viene subito arricchito da quello del ghiacciaio Jutland; da qui esso fluisce verso nord-ovest scorrendo tra la dorsale Mirabito, a ovest, e la dorsale Everett, a est, fino a unire il proprio flusso a quello del ghiacciaio Lillie.

## Storia
Il ghiacciaio Greewell è stato mappato per la prima volta dallo United States Geological Survey grazie a fotografie aeree scattate dalla marina militare statunitense (USN) nel periodo 1960-63, e così battezzato dal comitato consultivo dei nomi antartici in onore di Martin D. Greenwell, della marina militare statunitense, comandante dello squadrone aereo VX-6 nel periodo 1961-62.